# Hidegujj

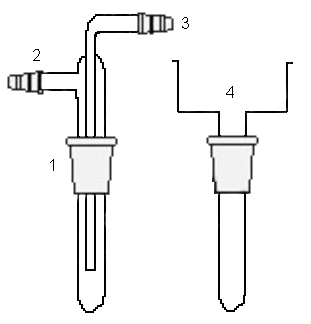
Hidegujj
1 - hidegujj teste (folyamatos átáramlású hűtőközeg)
2 - hűtőközeg elvétel
3 - hűtőközeg bevezetés
4 - szilárd hűtőanyag esetén alkalmazható, egyszeri beadagolású hidegujj

 A hidegujj egy laboratóriumi üvegeszköz, amelyet helyi hűtésre használnak például szublimáció kivitelezésénél. Nevét onnan kapta, hogy használatakor a hűtendő közegbe mint egy „ujjat” belemártjuk. A hidegujj külső felületén kondenzálnak le a gőzök.
A hidegujjat főleg szublimációs készülékekben, illetve kis mennyiségű anyag átdesztillálásakor használják mint hűtőt.
A hidegujjnak a bemenete és a kimenete csatlakozik a testhez, melybe a leggyakrabban vezetett hűtőközeg a hideg csapvíz, mely folyamatosan áramlik a rendszeren keresztül. Ezen kívül hűtőközegként használható még szilárd anyag is, mint a jég vagy a szárazjég. Ilyen esetben azonban a hűtőközeg csak addig használható, amíg teljesen fel nem olvad vagy el nem szublimál, ugyanis itt csak egyszeri hűtőközeg-beadagolás van (szakaszos technológiát tesz lehetővé).

## Képek

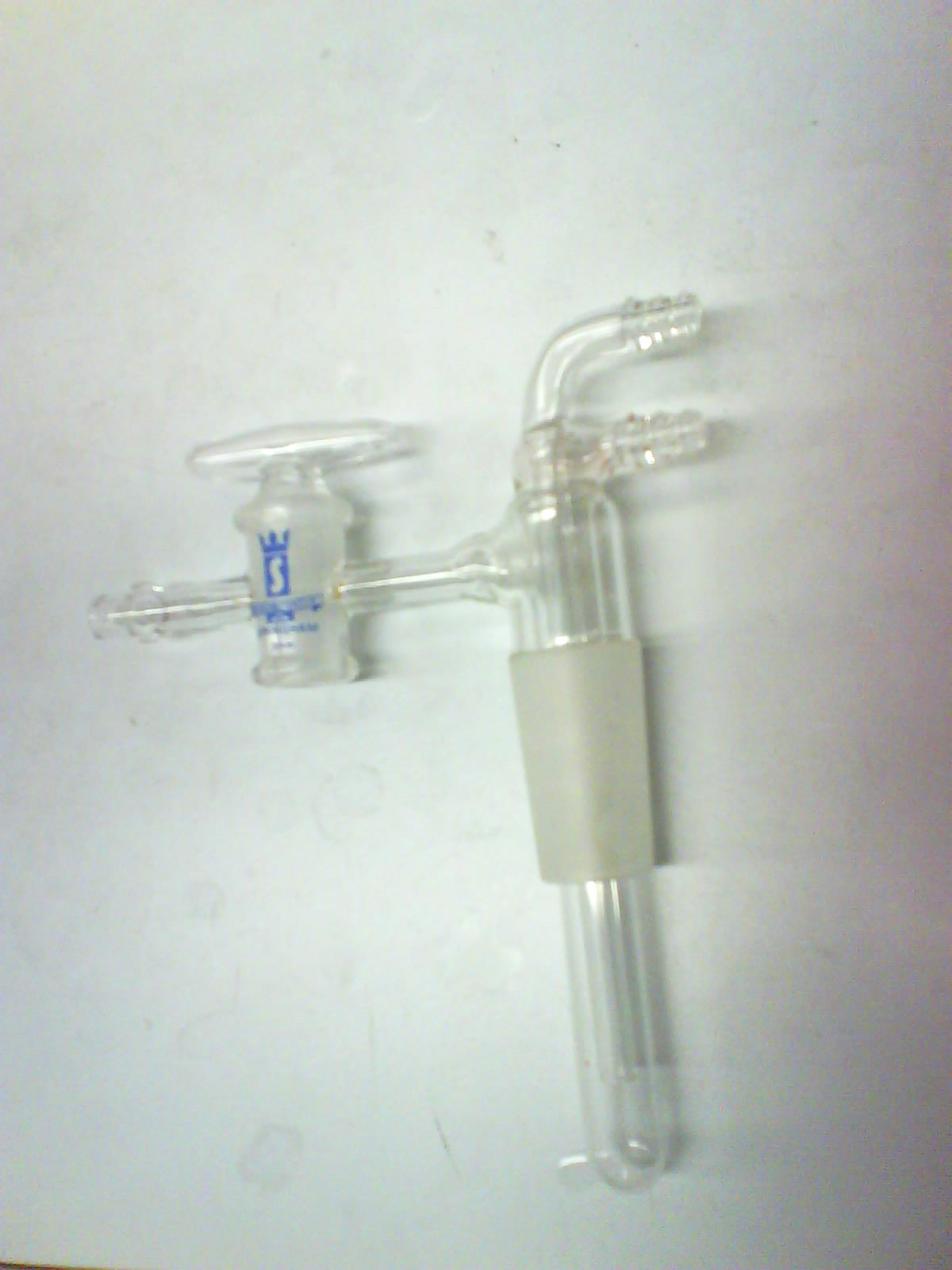
Hidegujj vákuum csatlakozással ellátva.
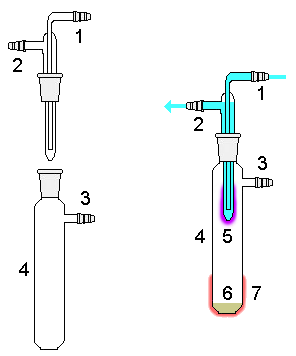
Szublimációs készülékben használt hidegujj.

## Fordítás
- Ez a szócikk részben vagy egészben  a   Cold finger című angol Wikipédia-szócikk ezen változatának fordításán alapul.  Az eredeti cikk szerkesztőit annak laptörténete sorolja fel. Ez a jelzés csupán a megfogalmazás eredetét és a szerzői jogokat jelzi, nem szolgál a cikkben szereplő információk forrásmegjelöléseként.